# Городская усадьба С. П. Берга
Городская усадьба С. П. Берга (официальное наименование: «Здание Германского посольства, которое 6 июля 1918 г. Ленин Владимир Ильич вместе со Свердловым Яковом Михайловичем посетил в связи с убийством германского посла графа В. Мирбаха, 6 июля 1918 г.») — здание в центре Москвы, расположенное по адресу Денежный переулок, дом 5, строение 1. Построено в 1897 году по проекту архитектора Петра Бойцова, имеет статус Объект культурного наследия народов России федерального значения. В настоящее время особняк занимает посольство Италии в России.

## История
По данным на 1806 год, этот участок в Денежном переулке принадлежал Екатерине Петровне Зотовой, жене графа Александра Ивановича Зотова. Там находился одноэтажный деревянный усадебный дом, а за ним — большой сад. Это строение сгорело во время московского пожара 1812 года. Участок приобрёл граф П. А. Ефимовский, который в 1817 году построил на нём деревянный дом с двумя флигелями. Затем этот дом купил писатель М. Н. Загоскин и владел им вплоть до своей смерти в 1852 году. В его доме собирались многие деятели литературы, искусства и науки.
В конце XIX века владение приобрёл промышленник и миллионер С. П. Берг. Он принял решение снести старую усадьбу, и в 1897 году на её месте был построен каменный особняк. Автор проекта — архитектор П. С. Бойцов при участии А. В. Флодина, К. А. Дулина. Особняк С. П. Берга стал одним из первых в Москве, куда было проведено электричество. В честь новоселья Бергов в нём был устроено первый «электрический бал» при электрическом освещении.
В 1918 году в здании разместилось посольство Германской Империи. 6 июля 1918 года здесь был убит левыми эсерами посол Германии граф Вильгельм фон Мирбах. Затем В. И. Ленин и Я. М. Свердлов посетили это место.
После посольства Германии в особняке размещался центральный исполком Коммунистического интернационала, а затем — посольство Италии. В начале 1920-х в доме находилось Бюро обслуживания иностранцев (Бюробин, ныне ФГУП "ГлавУпДК при МИД России"). В январе 1924 г. тут состоялась вечеринка в честь возвращения из эмиграции писателей-сменовеховцев, на которой познакомились М. А. Булгаков и Л. Е. Белозерская, ставшая его второй женой.
В доме периодически проходят вечера искусств, музыкальные концерты и художественные выставки.

## Архитектура
Городская усадьба С. П. Берга построена в духе эклектики. Она напоминает итальянские и французские городские дворцы. Фасад облицован серым песчаником. За особняком находится сад с фонтаном и беседками в мавританском стиле. До нашего времени сохранились пышные интерьеры усадьбы.